# Ghent Kangri
El Ghent Kangri, o Mount Ghent, Ghaint I, és amb 7.401 msnm, és la tercera muntanya més alta de les muntanyes Saltoro, una secció de la gran serralada del Karakoram que es troba a la regió de Siachen, prop de Gilgit-Baltistan. Es troba molt a prop de la Línia de control que separa les zones controlades pels exèrcits indi i pakistanès al Caixmir.
Va ser explorada per primera vegada el 1912 per Fanny Bullock Workman i William Hunter Workman durant la seva expedició a la glacera de Siachen. Foren ells qui li posaren el nom, en referència al Tractat de Gant.
La muntanya té dos cims secundaris, el Ghent Kangri II, de 7.342 m i una prominència de 322 metres, i el Ghent Kangri III, de 7.060 metres i una prominència de tan sols 60 metres.
El Ghent Kangri va ser escalat per primera vegada el 4 de juny de 1961 per Wolfgang Axt, membre d'una expedició austríaca liderada per Erich Waschak, que va seguir l'aresta Oest. Axt escalà en solitari.
Segons l'Himalayan Index hi ha hagut ascensions a aquest cim el 1977, 1980 i 1984.